# Iomys
Genre
Iomys est un genre d'écureuil volant, qu'on trouve en Asie.

## liste des espèces
Selon ITIS (30 mai 2010) :
- Iomys horsfieldii (Waterhouse, 1838)
- Iomys sipora Chasen et Kloss, 1928